# 锡林浩特站
锡林浩特站，位于内蒙古自治区锡林郭勒盟锡林浩特市。于2002年8月1日开通运营。为集通铁路公司锡林浩特车务段管辖的客货运三等站。通过线路有锡桑铁路、锡乌铁路和锡二铁路。每日开行往返包头、呼和浩特、乌兰浩特、二连浩特、通辽的旅客列车。